# Groslée-Saint-Benoît
Groslée-Saint-Benoît è un comune francese del dipartimento dell'Ain della regione dell'Alvernia-Rodano-Alpi.
È stato creato il 1º gennaio 2016 dalla fusione dei preesistenti comuni di Groslée e Saint-Benoît.
Il capoluogo è nella località di Saint-Benoît.

## Monumenti e luoghi d'interesse
- Cascata di Glandieu, nell'omonima frazione.